# Flamingo (Lied)
Flamingo ist ein Popsong mit einer Melodie von Theodor Grouya und einem Text von Edmund Anderson, der zuerst vom Duke Ellington Orchestra mit dem Sänger Herb Jeffries aufgenommen und 1941 veröffentlicht wurde. Das Lied entwickelte sich zum Jazzstandard.

## Hintergrund
Herb Jeffries zufolge wurde er 1940 vor einem Auftritt mit dem Orchester von Duke Ellington in Philadelphia von einem Fremden angesprochen, der sich als Ted Grouya vorstellte und ihn bat, seine Komposition Ellington vorzulegen. Er nahm das Notenblatt mit ins Theater und legte es auf seinen Garderobentisch, wo Billy Strayhorn es entdeckte, mit zum Klavier nahm und spielte. Ellington hörte ihn und sagte: „Was immer du auch spielst, mach eine Partitur daraus.“ Es war Flamingo; der damalige Börsenmakler Edmund Anderson (1913–2002), ein Freund von Ellington, schrieb einen geeigneten Liedtext: Der besungene Flamingo fliegt „wie eine Flamme am Himmel“ (like a flame in the sky) zwischen zwei Geliebten hin und her, die sich so ihrer Liebe versichern.
Flamingo ist eine 32-taktige Ballade in der Liedform AA'BA". Im charakteristischen Eröffnungsintervall des Liedes wird motivisch „Flamingo“ im Arrangement des Ellington-Orchesters von der Posaune vorgestellt und als Echo von der Trompete wiederholt. Mit einem Oktavsprung nach oben beginnt dieses Motiv, in dem sich an eine absteigende Terz eine steigende und fallende Figur anschließt. Dieses Motiv wiederholt sich dreimal hintereinander, jedes Mal in einem tieferen Register. Ein weiterer Oktavsprung führt zum B-Teil, der ähnlich aufgebaut ist, mit dem Unterschied, dass das Motiv aus einer abwärts gerichteten Skalenfigur besteht, gefolgt von einem aufwärts gerichteten Sprung (Quarten und Quinten).
Diese Melodielinie wird durch eine beinahe klassisch aufgebaute Harmonieprogression ergänzt, die unerwartete, aber reizvolle Auflösungen enthält. Im dritten Takt gibt es einen Wechsel zu parallelem Moll, dann einen erfrischend wirkenden Wechsel zu einem atonal wirkenden Akkord im fünften Takt sowie eine Brücke, deren Harmonien konventionell abgeleitet sind.
Als Ellington für die Aufnahmesitzung der Band am 28. Dezember 1940 bei RCA Victor noch eine weitere Gesangsnummer brauchte, nahm er Flamingo auf. Der RCA-Manager Leonard Joy war von der Aufnahme nicht überzeugt. Erst im Sommer 1941 wurde der Titel von Victor Records als B-Seite zum Instrumentaltitel The Girl in My Dreams Tries to Look Like You (Katalognummer 27326) veröffentlicht. Er erreichte kurzzeitig die Billboard-Charts, wo er letztlich auf Platz 13 kam. Laut Will Friedwald war es die erste Hit-Schallplatte eines afroamerikanischen Sängers „mit einer echten Ballade“.
Dank seines von Strayhorn besorgten Arrangements gehörte Flamingo zu Duke Ellingtons Lieblingsaufnahmen, die er 1952 für das Magazin Down Beat auflistete. Ellington sah in dem Arrangement von Flamingo „die Renaissance der Vokalorchestrierung. Zuvor war eine Orchestrierung für einen Sänger in der Regel etwas ziemlich Laues, es war nur Hintergrund – das war alles. Aber jetzt gab es echte Verzierungen, die den Sänger unterstützten und die gesamte Darbietung des Sängers und der Band verschönerten.“ Jeffries machte Flamingo zu seiner Erkennungsmelodie und betrieb später in Florida einen Nachtclub, den er nach dem Song benannte.

## Coverversionen
Die folgenden Fassungen von Flamingo kamen später in den USA in die Charts:
- Earl Bostic and his Orchestra (King 4475) kam 1951 auf Platz 1 der R&B-Charts.[9]
- als (Flamingo) L’Amore: The Gaylords (Mercury 71369). In den Pop-Charts 1958 auf Platz 98.[10]
- Little Willie John (King 5503). Kam 1961 auf Platz 17 der R&B-Charts.[11]
- Herb Alpert & the Tijuana Brass (A&M 813). Erreichte Platz 28 der Pop- und Platz 5 der Easy-Listening-Charts im Jahr 1966.[12]

Bis 2022 wurden 250 Versionen des Titels veröffentlicht, auch von Freddy Martin, Caterina Valente, Mina oder Kristin Korb. An Earl Bostics Interpretation schlossen viele Saxophonisten an, darunter Hugo Strasser (1954, mit Jutta Hipp), Ambros Seelos oder Max Greger.

## Entwicklung zum Jazzstandard
Für John Lewis klang Flamingo so, als wäre Strawinsky ein Jazzmusiker. Der Song wurde auch von Will Bradley, Bob Crosby, Gene Krupa und Jimmie Lunceford eingespielt. Carmen McRae stellte Flamingo 1958 begleitet von Ben Webster in einer melancholischen Fassung vor. Dave Brubeck und Paul Desmond interpretierten den Song bei ihrem Live-Auftritt auf dem Newport Jazz Festival 1958. Charles Mingus nahm auf seinem Album Tijuana Moods mit dem Posaunisten Jimmy Knepper und dem Trompeter Clarence Shaw den Titel auf, Jimmy Smith auf seinem Album The Sermon! Weitere bemerkenswerte Instrumentalversionen stammen von Oscar Peterson/Stephane Grappelli, Stan Getz, Wynton Marsalis, Terry Gibbs sowie Grappelli mit Michel Petrucciani.